# تلمبه سرهنگ شهسواری
تلمبه سرهنگ شهسواری یک منطقهٔ مسکونی در ایران است که در دهستان گلستان (سیرجان) واقع شده‌است. تلمبه سرهنگ شهسواری ۱۷ نفر جمعیت دارد.